# Kai Warner
Kai Warner, pseudonimo di Werner Last (Brema, 27 ottobre 1926 – Amburgo, 9 luglio 1982), è stato un compositore e direttore d'orchestra tedesco.

## Biografia
Nato a Brema, prese lezioni di pianoforte da Ernst Weelen e di teoria musicale da Max Reger e da un allievo di Engelbert Humperdinck, Richard Bulling.
Dopo la seconda guerra mondiale, Werner Last suonò come trombonista, assieme ai suoi fratelli Hans (bassista, successivamente noto come James Last) e Robert Last (percussionista) nelle sale da concerto di Brema ed in club americani nelle vicinanze di Bremerhaven. In questa occasione venne scoperto dal compositore e manager Friedrich Meyer e assunto nella neo formata orchestra della radio di Brema.
I fratelli Last divennero noti come membri del Last-Becker Ensemble. Werner Last ebbe i suoi primi successi come arrangiatore. Dopo lo scioglimento della Bremen dance orchestra nel 1948, egli suonò per qualche tempo in un'orchestra di 12 elementi e poi tentò la fortuna negli Stati Uniti. Prima di partire, sposò la diciottenne Hjördis Harlow, una statunitense di origine norvegese. Da questo matrimonio giunsero due figli, Steven e Werner.
Negli Stati Uniti, Werner dovette guadagnarsi da vivere come bracciante occasionale per diversi mesi prima di essere ammesso nell'unione dei musicisti di New York. Come trombonista, suonò in diverse band di rinomati grandi. Nel frattempo studiò teoria musicale presso la New York University con Rudolf Schramm.
Nel 1958, Werner Last tornò in Germania ed arrangiò numerose colonne sonore. Nel 1966 firmò un contratto di produttore per la with Polydor; egli scoprì e produsse Renate Kern. Come Kai Warner, partì con una sua orchestra, che comprendeva diversi musicisti che avevano suonato con James Last (come il suo ultimo fratello Robert, che aveva già suonato la batteria sulle prime sessioni di James Last). In 1975, Kai Warner passò dalla Polydor alla Philips.
Oltre ai suoi LP come Pops For Minis, Happy Together, Goldtimer 1 and 2, il suo nome è per sempre legato alla serie Go-In, che continuò in seguito alla Philips con il nome di Go-In Party .
Altri album: So In Love, Love Songs, Romantic Songs, Wer recht in Freuden tanzen will, Warner Plays Wagner, Golden Violins, Volkslieder Festival, On The Road To Philadelphia, Swingin' Johann, Salsoul Explosion, A Glass Of Champagne, Dance To The Beatles, Zum Tanz Marsch Marsch, Polka wie noch nie, Oriental Nights, It's Country Time e naturalmente l'album di Natale, Christmas Party.
Egli eseguì diverse registrazioni con i Kai Warner Singers, un coro misto costituito da sei donne e sei uomini, spesso accompagnato soltanto da una sezione ritmica, come usato da Ray Conniff nei suoi album degli anni 1970. albums.
Morì ad Amburgo all'età di 55 anni.